# Empis longeoblita
Empis longeoblita är en tvåvingeart som beskrevs av Steyskal 1965. Empis longeoblita ingår i släktet Empis och familjen dansflugor. Inga underarter finns listade i Catalogue of Life.